# Ronnie Cuber

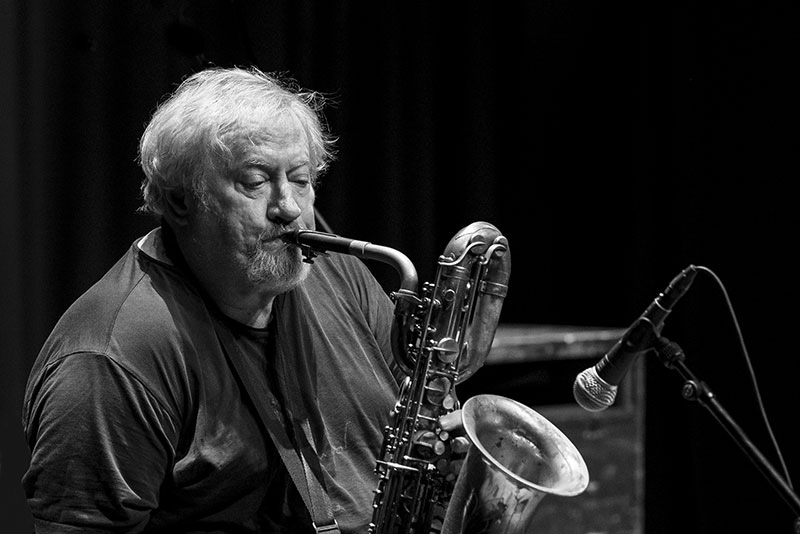
Ronnie Cuber (2017)

Ronnie Cuber (* 25. Dezember 1941 in Brooklyn, New York City; † 7. Oktober 2022 in Upper West Side, New York City) war ein US-amerikanischer Jazzmusiker (Bariton-, Tenor- und Sopransaxophon, Flöte und Klarinette). Er trat vor allem als Baritonsaxophonist im Jazzkontext in Erscheinung, spielte aber auch bei Latin Jazz, Pop-, Rock- und Blues-Sessions.

## Leben und Wirken
Cuber begann seine Musikerkarriere in Marshall Browns Newport Youth Band im Jahr 1959, in der er vom Tenor- zum Baritonsaxophon wechselte. 1962 arbeitete er bei Slide Hampton, dann in der Bigband von Maynard Ferguson (1963–1965), außerdem kurz bei Woody Herman. Danach spielte Cuber bei George Benson (1966/67). Von 1977 bis 1979 war er Mitglied des Nonetts von Lee Konitz. Mitte der 1970er Jahre spielte er auch in Frank Zappas Gruppe, wie auf dessen Live-Album Zappa in New York sowie in verschiedenen Latinbands, wie bei Eddie Palmieri, bei dem er als Flötist und Sopransaxophonist zu hören ist. 1978 spielte er in der letzten Besetzung der Charles Mingus Band (Me Myself an Eye); nach Mingus’ Tod war er Anfang der 1990er Jahre Mitglied der Mingus Big Band und wirkte an deren Alben Nostalgia in Times Square, Que Viva Mingus! und Tonight at Noon mit.
Seit den 1980er Jahren nahm Cuber eine Reihe von Alben unter eigenem Namen auf, zunächst auf dem kleinen Label Electric Bird mit Fusion-Musikern wie Dave Weckl, Jimmy Figueroa, und George Benson (Passion Flower). Es folgten in den 1990er Jahren Alben vorwiegend auf dem SteepleChase-Label, mit Michael Formanek, Geoff Keezer, Joey DeFrancesco, Manolo Badrena, Ryan Kisor, Kenny Drew Jr. und Tony Reedus, auf denen er brasilianische und Funk-Elemente verarbeitete. Mit den Baritonisten Nick Brignola und Gary Smulyan bildete er 1997 die Three Baritone Saxophone Band.
Als Begleitmusiker arbeitete Cuber außerdem für zahlreiche Musiker wie B. B. King, Paul Simon und Eric Clapton, der J. Geils Band, im Jazz- und Fusionbereich mit Dave Grusin, Earl Klugh, Lonnie Liston Smith, Hank Crawford, Mac Gollehon, Jimmy McGriff, Toninho Horta, Dom Um Romão, Horace Silver (The Hardbop Grandpop, 1996) und Eddie Palmieri (Sabiduría, 2017).
Er wirkte u. a. am Soundtrack des National-Lampoon-Films Animal House mit; für das Album The Latin Side of Wayne Shorter wurde er 2008 für den Grammy Award nominiert.

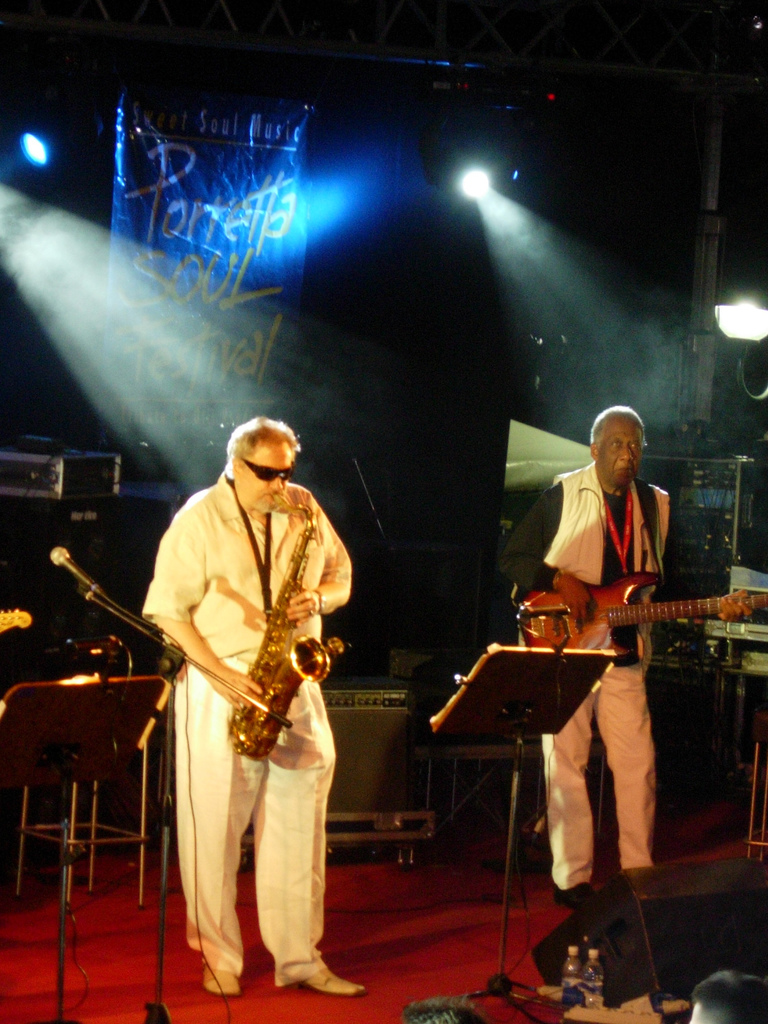
Ronnie Cuber mit Chuck Rainey (rechts, auf dem Porretta Soul Festival 2005)

Ronnie Cuber starb in seinem Studio in New Yorks Upper West Side im Alter von 80 Jahren.

## Diskographische Hinweise
- The George Benson Cookbook (1968 CBS)
- Cuber Libre! (1976; Xanadu Records)
- The Eleventh Day of Aquarius (1978; Xanadu Records)
- New York Jazz (1981)
- Two Brothers (1985; AMG)
- Pin Point (1985; PID)
- Passion Fruit (1985; PID)
- Live at the Blue Note (1986; ProJazz)
- Cubism (1992; Fresh Sounds)
- The Scene Is Clean (1993; Milestone Records)
- Airplay (1994; SteepleChase)
- In a New York Minute (1996; SteepleChase)
- N.Y.C.ats (1997; SteepleChase)
- Love for Sale (mit dem Metropole Orchestra) (1998, Koch)
- Ronnie (2009; SteepleChase)
- Boplicity (2012; SteepleChase)
- Live at JazzFest Berlin (2013; SteepleChase) (Aufnahme aus dem Jahr 2008)
- Ronnie’s Trio (2018, SteepleChase, mit Adam Nussbaum, Jay Anderson)
- Live at Montmartre (2018, Storyville) (Aufnahme aus dem Jahr 2017, Jazzhus Montmartre Kopenhagen)
- Straight Street (2019, SteepleChase) (Aufnahme aus dem Jahr 2010, Live)
- Four (2019, SteepleChase)
- Tough Baritones (2021, SteepleChase)(Aufnahme mit Gary Smulyan)